# Tonga az 1984. évi nyári olimpiai játékokon
Tonga az egyesült államokbeli Los Angelesben megrendezett 1984. évi nyári olimpiai játékok egyik részt vevő nemzete volt. Az országot az olimpián 1 sportágban 7 sportoló képviselte, akik érmet nem szereztek. Tonga első alkalommal vett részt az olimpiai játékokon.

## Ökölvívás
| Versenyző       | Versenyszám     | Selejtező         | 32-es főtábla                  | Nyolcaddöntő                | Negyeddöntő               | Elődöntő          | Döntő             | Helyezés |
| Versenyző       | Versenyszám     | Ellenfél Eredmény | Ellenfél Eredmény              | Ellenfél Eredmény           | Ellenfél Eredmény         | Ellenfél Eredmény | Ellenfél Eredmény | Helyezés |
| --------------- | --------------- | ----------------- | ------------------------------ | --------------------------- | ------------------------- | ----------------- | ----------------- | -------- |
| Lisiate Lavulo  | Kisváltósúly    | erőnyerő          | Javid Aslam (NOR) · RSC        | kiesett                     | kiesett                   | kiesett           | kiesett           | 17.      |
| Saikoloni Hala  | Váltósúly       | erőnyerő          | Vedat Önsoy (TUR) · 0:5        | kiesett                     | kiesett                   | kiesett           | kiesett           | 17.      |
| Elone Lutui     | Nagyváltósúly   | erőnyerő          | Fubulume Inyama (COD) · 4:1    | Israel Cole (SLE) · RSC     | kiesett                   | kiesett           | kiesett           | 9.       |
| Otosico Havili  | Középsúly       |                   | Arístides González (PUR) · 1:4 | kiesett                     | kiesett                   | kiesett           | kiesett           | 17.      |
| Fine Sani Vea   | Félnehézsúly    |                   | erőnyerő                       | Georgică Donici (ROU) · 0:5 | kiesett                   | kiesett           | kiesett           | 9.       |
| Tevita Taufo’ou | Nehézsúly       |                   | erőnyerő                       | Loi Faaeteete (WSM) · 4:2   | Henry Tillman (USA) · RSC | kiesett           | kiesett           | 5.       |
| Viliami Pulu    | Szupernehézsúly |                   |                                | erőnyerő                    | Bobby Wells (GBR) · KO    | kiesett           | kiesett           | 5.       |

RSC – a mérkőzésvezető megállította a mérkőzést